# 33395 Dylanli
33395 Dylanli este o planetă minoră (asteroid), cu un diametru de 1,591 km, din centura de asteroizi. A fost descoperită pe 10 februarie 1999 la Experimental Test Site⁠(d) de Lincoln Near-Earth Asteroid Research. 
Obiectul prezintă o orbită caracterizată de o semiaxă mare de 2,3822425 UAi, o excentricitate de 0,17, o înclinație de 2,79906 ° în raport cu ecliptica.